# The Rain Song
 (décembre 2023).
Si vous disposez d'ouvrages ou d'articles de référence ou si vous connaissez des sites web de qualité traitant du thème abordé ici, merci de compléter l'article en donnant les références utiles à sa vérifiabilité et en les liant à la section « Notes et références ».
 (décembre 2023).
Pistes de Houses of the Holy
The Rain Song
(2)
The Rain Song est le deuxième titre de l'album Houses of the Holy du groupe de hard rock Led Zeppelin sorti en mars 1973. Il s'agit d'une ballade.

## Enregistrement
La mélodie de ce morceau de plus de sept minutes est composée, avec le titre provisoire Slush, par Jimmy Page, à Plumpton en Angleterre, où il avait récemment installé une console de mixage à son domicile. Page compose The Rain Song afin de relever le défi posé par George Harrison qui a affirmé à John Bonham que Led Zeppelin est incapable d'écrire des ballades. Sur ce morceau, le bassiste John Paul Jones joue du mellotron pour ajouter à l'effet orchestral, tandis que Jimmy Page utilise une guitare Danelectro 3021. Robert Plant, qui a écrit les paroles, classe sa performance vocale sur ce morceau comme l'une de ses meilleures.
Le morceau est originellement né d'une inspiration de Robert Plant qui a d'abord griffonné quelques mots. La mélodie est douce et novatrice pour le groupe. Les guitares et les claviers sont omniprésents et John Bonham se monte sobre derrière sa batterie. Tous les musiciens ont contribué à la réalisation de ce titre signé Plant et Page.

### Accordage de guitare
Sur ce morceau, Jimmy Page utilise une variante DGCGCD (Ré Sol Do Sol Do Ré) de l'accordage ouvert en sol modal DGDGCD.

### Membres du groupe
- Robert Plant, chant ;
- Jimmy Page, guitares acoustiques et électriques ;
- John Paul Jones, basse, mellotron, piano ;
- John Bonham, batterie.

## Critiques
Le producteur Rick Rubin a déclaré[réf. souhaitée] à propos de The Rain Song : « Je ne sais même pas de quel genre de musique il s'agit. Elle défie toute classification. Il y a des détails si beaux et de bon goût dans la guitare, et une sensation triomphale lorsque la batterie entre en jeu. C'est triste, maussade et fort, tout à la fois. Je pourrais écouter cette chanson toute la journée. Ce serait une bonne journée. »

## Versions live
Lors des concerts de Led Zeppelin de fin 1972 à 1975, le groupe joue The Rain Song immédiatement après The Song Remains the Same, présentant les chansons dans le même ordre que sur l'album. Pour éviter un changement de guitare, Page utilise sa guitare à double manche Gibson EDS-1275 : le manche supérieur à 12 cordes pour The Song Remains the Same, puis le passage au manche inférieur à 6 cordes pour The Rain Song. La chanson est retirée de la tournée américaine de 1977, mais est réintroduite pour les concerts de 1979 à Copenhague, au Danemark et au festival de Knebworth, ainsi que pour leur tournée européenne en 1980.

## Autres versions studio
Une version différente de cette chanson est présentée sur le deuxième disque de l'édition de luxe remastérisée en 2 CD de Houses of the Holy. Intitulé The Rain Song (Mix Minus Piano), elle est enregistrée le 18 mai 1972 avec le studio mobile des Rolling Stones à Stargroves.
Page et Plant enregistrent une version de la chanson en 1994, mais elle n'est pas intégrée à leur album No Quarter: Jimmy Page and Robert Plant Unledded. Elle apparaît cependant sur l’édition spéciale du dixième anniversaire de cet album en 2004.
Le 28 mars 2023, Jimmy Page publie une première démo inédite de The Rain Song sur son site Web personnel et sa chaîne Youtube, pour commémorer le cinquantième anniversaire de Houses of the Holy. Selon Page, la bande de démonstration manquait lors de l’assemblage des versions Deluxe du catalogue de Led Zeppelin de 2014 et 2015. Dans une interview avec Rolling Stone en 2020, il décrit la bande comme ayant été récemment découverte.